# Slangefarm i Bangkok
|  | Denne artikel er oprettet af botten PalnaBot ud fra en ekstern database. Den kan derfor have sproglige fejl eller mangler. Denne skabelon kan fjernes efter kontrol af indholdet. |

Slangefarm i Bangkok er en film instrueret af Hakon Mielche.

## Handling
Slangegift bruges til fremstilling af serum. Det foregår på Pasteur-instituttet i Bangkok. Slangens hoved masseres for at få giften ud. Giften udtømmes i en lille skål. Slangerne tvangsfordres med mælk.